# Svenska marinen
Marinen är en försvarsgren inom Försvarsmakten som verkat i olika former sedan 1522. Marinen består av två vapenslag, flottan och amfibiekåren. Marinledningen är förlagd i Haninge garnison på Muskö.

## Historik

### 1520–1634
Den 7 juni 1522, endast ett år efter separationen av Sverige från Kalmarunionen, köpte Gustav Vasa tio bestyckade fartyg från hansastaden Lübeck, vilket har setts som tillkomsten av en nationell svensk flotta.
Under Gustav II Adolf på 1600-talet skedde en omfattande uppbyggnad av flottan. 
Regalskeppet Vasa var ett av de stora fartyg som byggdes på Stockholms skeppsgård för den svenska marinen, då känd som Kungliga flottan.

### 1901–1948
Kustartilleriet bildades den 1 januari 1902 och kom att ingå i Marinen. Genom försvarsbeslutet 1925 kom territorialvattnet längs den svenska kusten från den 1 januari 1928 att delas in i sex marindistrikt. Marindistriktet omfattade territorialvattnet, det marina försvarsområdet samt den del som utgjorde landterritorium. Bakgrunden var avsaknaden av klara befälsförhållanden samt en enhetlig ledning för de svenska kustområdena i krig eller vid krigsfara. De sex marindistrikten utgjorde endast krigsförband, men fyllde samtidigt en viktig roll som regional ledning av de marina stridskrafterna. Genom försvarsbeslutet 1936 beslutade riksdagen att samtliga marindistrikt skulle fredsorganiseras från den 1 juli 1937. Med den nya organisationen kom marindistriktet omfatta stab, personalavdelning, intendenturförvaltning, sjukvårdsförvaltning, kameralkontor, fartygsdepå, örlogsdepå, fartygsdetachement, fiskfördelningscentral samt en kustbevakningsavdelning. Genom försvarsbeslutet 1948 reducerades antalet marindistrikt med två stycken, men samtidigt infördes begreppet marina bevakningsområden, vilka underställdes marindistrikten.

### 1949–2000
Den 1 oktober 1957 omorganiserades marindistrikten till marinkommandon, där kustartilleriförsvaret avskiljdes för att den 1 juli 1958 bilda egen myndighet, där kustartillericheferna blev försvarsområdesbefälhavare. Den nya organisationen bestod bland annat av en ledningsorganisation med stab och förvaltning, kustartilleribrigad, fartygs och helikopterförband.
Den 1 oktober 1966 infördes en ny regional ledning inom det svenska försvaret. Där den samlade operativa ledning samlades hos en militärbefälhavare. Därmed omorganiserades marinkommandona till örlogsbaser, vilka underställdes en militärbefälhavare från att tidigare varit direkt underställd Chefen för Marinen. Dock var det endast tre kommandon som omorganiserades till örlogsbaser, då Marinkommando Nord omorganiserades till örlogsbasavdelning ingående i Norrlands kustartilleriförsvar. Örlogsbasernas organisation kunde bland annat bestå av stab och förvaltning, kustbevakningsorganisation samt fartygs och helikopterförband.
Inför försvarsbeslutet 1982 föreslog överbefälhavaren kostnadsreduceringar och personalminskningar för marinens organisation på ostkusten. Vilket skulle genomföras genom en ökad samordning mellan verksamheten vid Ostkustens örlogsbas (ÖrlB O) och Berga örlogsskolor (BÖS). Vidare skulle Roslagens örlogsbasavdelning i Uppsala omlokaliseras den 1 juli 1982 till Muskö, för att där uppgå i Ostkustens örlogsbas. Roslagens örlogsbasavdelning upphörde den 30 juni 1982, då verksamheten omlokaliserades till Ostkustens örlogsbas vid Muskö örlogsbas. Åren 1986 och 1990 genomfördes en större reform inom Marinen, då alla örlogsbaser sammanslogs med kustartilleriförsvaren och bildade marinkommandon.
Inför statsbudget för budgetåret 1995/1996 föreslog regeringen i sin proposition att grundutbildningen vid Norrlandskustens marinkommando skulle upphöra. Det med bakgrund till att den årliga värnplikts kontingenterna inom marinen reducerats från cirka 6 300 till 4 100 värnpliktiga per år. Det med bakgrund till den betydande nedskärningen som gjorts inom marinen genom försvarsbeslutet 1992. Därmed konstaterade regeringen att det fanns en överkapacitet i marinens utbildningsorganisationen, särskilt inom kustartilleriet. Regeringen föreslog därmed att värnpliktsutbildningen vid Norrlandskustens marinkommando skulle upphöra senast den 1 november 1997. Därmed kom Härnösands kustartilleriregemente att upplösas och avvecklas 1998.
Inför försvarsbeslutet 2000 var regeringens utgångspunkten att det endast behövdes två enheter för att tillgodose Försvarsmaktens framtida utbildning av kustartilleriförband. En enhet var avseende att utgöra en huvudenhet för vapenslaget. Inför försvarsbeslutet fanns fyra kustartilleriregementen, Vaxholms kustartilleriregemente och Första kustartilleribrigaden (KA 1) i Vaxholm, Karlskrona kustartilleriregemente och Andra kustartilleribrigaden (KA 2) i Karlskrona, Gotlands kustartilleriregemente (KA 3) på Gotland och Älvsborgs kustartilleriregemente (KA 4) i Göteborg. Regeringen ansåg att kustartilleriregementet i Vaxholm skulle utgöra huvudenhet i Försvarsmaktens grundorganisation. Med bakgrund att Vaxholm hade en befintlig infrastruktur med en god närhet till Stockholms skärgård med övnings- och skjutfält, vilket ansågs väl dimensionerande för de terrängtyper förbandet förväntas uppträda i. Ytterligare argument till att behålla Vaxholm var för att behålla samordning med övriga marinförband i Stockholmsområdet. Vidare konstaterades av regeringen att de andra kustartilleriregementena saknade förutsättningar till att utgöra huvudenhet för kustartilleriet.
I frågan om vilken det andra förbandet som skulle kvarstå att utgöra stödenhet till Vaxholm, stod mellan kustartilleriregementena i Karlskrona och i Göteborg. I den samlade bedömningen ansågs att det skulle krävas större investeringar i både Göteborg och Karlskrona, då de båda saknade den typen av övningsfält som Vaxholm hade. Däremot så ansågs båda lämpliga till att utgöra stödenhet till Vaxholm. Men regeringens val föll på Göteborg. Bland annat med argumentet att Göteborg som Sveriges andra stad behövde en militär närvaro. Men även det centrala läget i Västsverige sett ur värnpliktsresesynpunkt bidrog till fördel för kustartilleriregementet i Göteborg. Kustartilleriregementet på Gotland var aldrig aktuellt att till varken huvudenhet eller stödenhet. Därmed kom Vaxholms kustartilleriregemente och Första kustartilleribrigaden (KA 1) i Vaxholm och Älvsborgs kustartilleriregemente (KA 4) i Göteborg kvarstå i grundorganisationen. Medan Karlskrona kustartilleriregemente och Andra kustartilleribrigaden (KA 2) i Karlskrona och Gotlands kustartilleriregemente (KA 3) på Gotland upplöstes och avvecklades.
Med försvarsbeslutet kom det fasta kustartilleriet att avvecklas, och de kvarvarande förbanden kom istället att utgöra amfibieförband. Där de två kustartilleriregementet omorganiserades till amfibieregementen, vilka organiserade en amfibiebrigadledning och tre amfibiebataljoner. Den 30 juni upplöstes och avvecklades kustartilleriet, och den 1 juli 2000 bildades amfibiekåren med Vaxholms amfibieregemente (Amf 1) Älvsborgs amfibieregemente (Amf 4) och Amfibiestridsskolan (AmfSS). Vidare beslutades även att Kustartilleriets stridsskola skulle uppgå och bli en del av Vaxholms amfibieregemente. Genom omorganisationen kom Kustartilleriets stridsskola anta namnet Amfibiestridsskolan. Det med anledning av att det namnet återspeglade bättre den verksamhet som skulle bedrivas vid skolan.
Vidare föreslog regeringen i sin propositionen för riksdagen, att den taktiska nivån bör reduceras genom att fördelnings- och försvarsområdesstaber samt marinkommandon och flygkommandon skulle avvecklas. Detta för att utforma ett armétaktiskt, marintaktiskt respektive flygtaktiskt kommando vilka skulle samlokaliseras med Operativa insatsledningen. Förslaget som antogs av riksdagen innebar att samtliga fördelnings- och försvarsområdesstaber samt marinkommandon och flygkommandon upplöstes och avvecklades. Den 30 juni 2000 upplöstes och avvecklades marinkommandona, och ersattes till viss del av två nya organisationsenheter som skulle bilda två marinbaser för sjöstridskrafterna.

### 2001–nutid
Inför försvarsbeslutet 2004 föreslog regeringen i sin propositionen för riksdagen, att organisationsstrukturen från det förra försvarsbeslutet med två likvärdiga marinbaser inte längre är lämplig. Bakgrund låg i sjöstridsförbandens uppgifter och dess förändringarna i insatsorganisationen som föreslogs i försvarsbeslutet 2004. Istället hade Försvarsmakten föreslagit för regeringen att det endast behövdes en marinbas, innefattande en huvudbas och en sidobas. Dock ansåg regeringen att en sådan konstruktion skulle kunna leda till oklarheter och en mindre rationell verksamhet. Istället föreslog regeringen att en marinbas skulle kvarstå, vilken skulle svara för att den geografiska viljeinriktningen kunden uppfyllas. Dock skulle det finnas inom ramen att möjliggöra basering på två ytterligare orter. Organisationen vid marinbasen skulle bland annat bestå av varvsresurser för tungt fartygsunderhåll samt att verksamhetsställen borde innehålla dimensionerande infrastruktur i form av kajer och förtöjningsanordningar. Från den 1 januari 2005 kvarstod endast en marinbas, där den geografiska spridningen bland annat bestod av sjöinformationskompanier.
Vidare ansåg regeringen att det enbart behövdes en plattform för utbildning av amfibieförband i grundorganisationen. Där regeringen ansåg att Vaxholms amfibieregemente (Amf 1) skulle bibehållas. Bland annat då man hänvisade till regeringens proposition 1999/2000:30, där regeringen lyft fram Vaxholm som huvudplattform på grund av de goda övningsbetingelserna i Stockholms skärgård, samt att den värdering som då gjordes fortfarande gällde. Där man då konstaterade att Älvsborgs amfibieregemente (Amf 4) i Göteborg hade begränsade övningsförutsättningar. Riksdagen beslutade på förslag från regeringen att Amfibiestridsskolan skulle avvecklas, och verksamheten skulle uppgå och övertas av Sjöstridsskolan i Karlskrona.

## Ingående enheter
I fredstid är marinen indelad i marinbaser, flottiljer och regementet. Antalet aktiva förband har minskat kraftigt genom de olika försvarsbesluten sedan slutet av Kalla kriget.

### Insatsorganisation
Inför att Försvarsmaktens går in i Insatsorganisation 2014, organiserade marinen nedan förband.
| Marinförband              | Marinförband                                 | Marinförband | Marinförband | Marinförband |
| Krigsförband              | Utbildningsförband                           | Ort          | Kommentar |              |
| ------------------------- | -------------------------------------------- | ------------ | --- | ------------ |
| 1. ubåtsflottiljen        | Första ubåtsflottiljen 1. ubflj              | Karlskrona   | En ubåt av typ Södermanland-klass och tre ubåtar typ Gotland-klass                                                                                     |              |
| 1. ubåtsflottiljen        | Första ubåtsflottiljen                       | Karlskrona   | Signalspaningsfartyg HMS Artemis |              |
| 1. ubåtsflottiljen        | Första ubåtsflottiljen                       | Karlskrona   | Ubåtsräddningsfartyg HMS Belos |              |
| 3. sjöstridsflottiljen    | Tredje sjöstridsflottiljen (3. sjöstridsflj) | Karlskrona   | Planerar, leder, genomför och redovisar verksamhet |              |
| 31. korvettdivisionen     | Tredje sjöstridsflottiljen (3. sjöstridsflj) | Karlskrona   | Två patrullfartyg typ Stockholm-klass Tre korvetter typ Visby-klass Tre bevakningsbåtar typ Tapper-klass                                               |              |
| 33. minröjningsdivisionen | Tredje sjöstridsflottiljen (3. sjöstridsflj) | Karlskrona   | Två minröjningsfartyg typ Koster-klass Ett röjdykfartyg typ Styrsö-klass                                                                               |              |
| 34. underhållsdivisionen  | Tredje sjöstridsflottiljen (3. sjöstridsflj) | Karlskrona   | Stödfartyg HMS Carlskrona |              |
| 4. sjöstridsflottiljen    | Fjärde sjöstridsflottiljen (4. sjöstridsflj) | Berga        | Planerar, leder, genomför och redovisar verksamhet |              |
| 41. korvettdivisionen     | Fjärde sjöstridsflottiljen (4. sjöstridsflj) | Berga        | Två korvetter typ Göteborg-klass Två korvetter typ Visby-klass Tre bevakningsbåtar typ Tapper-klass                                                    |              |
| 42. minröjningsdivisionen | Fjärde sjöstridsflottiljen (4. sjöstridsflj) | Berga        | Tre minröjningsfartyg typ Koster-klass Ett röjdykfartyg typ Styrsö-klass                                                                               |              |
| 43. underhållsdivisionen  | Fjärde sjöstridsflottiljen (4. sjöstridsflj) | Berga        | Stödfartyg HMS Trossö |              |
| 44. röjdykardivisionen    | Fjärde sjöstridsflottiljen (4. sjöstridsflj) | Skredsvik    | Vidmakthåller EOD förmåga Sjö (Ammunitionsröjning till sjöss och på land)                                                                              |              |
| 2. amfibiebataljonen      | Stockholms amfibieregemente (Amf 1)          | Berga        | 8. manöverbataljonen (amfibie) med Stridsbåt 90, Lätt trossbåt, tre svävare typ Griffon 2000TD, en ledningsbåt, en trossfärja HMS Loke samt bandvagnar |              |
| 17. bevakningsbåtskompani | Älvsborgs amfibieregemente (Amf 4)           | Göteborg     | Bevakningsbåtskompani med fem bevakningsbåtar typ Tapper-klass och ett ledningsfartyg typ Styrsö-klass. I kompaniet finns också en bordningsstyrka.    |              |
| 132. säkerhetskompani sjö | Älvsborgs amfibieregemente (Amf 4)           | Göteborg     | Ingår i Säkerhetsbataljonen |              |
| Sjöinformationsbataljon   | Marinbasen (MarinB)                          | Karlskrona   | Två sjöinformationskompanier |              |
| Marin basbataljon         | Marinbasen (MarinB)                          | Karlskrona   | Ett basskyddskompani och en rörlig underhållsledningskompani                                                                                           |              |

## Förband och skolor

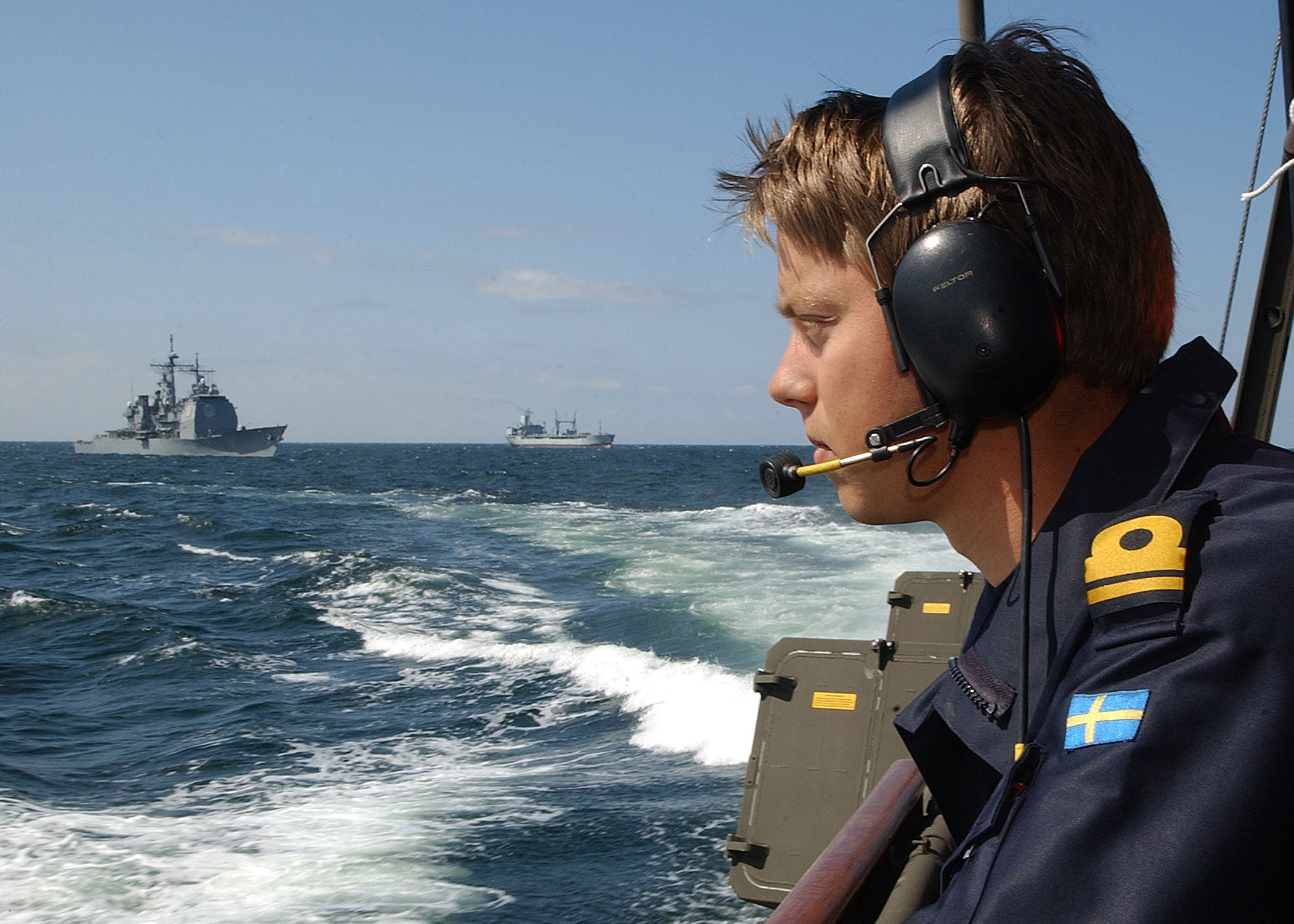
Svensk sjöofficer på HMS Norrköping (R131) under övning BALTOPS 2003.

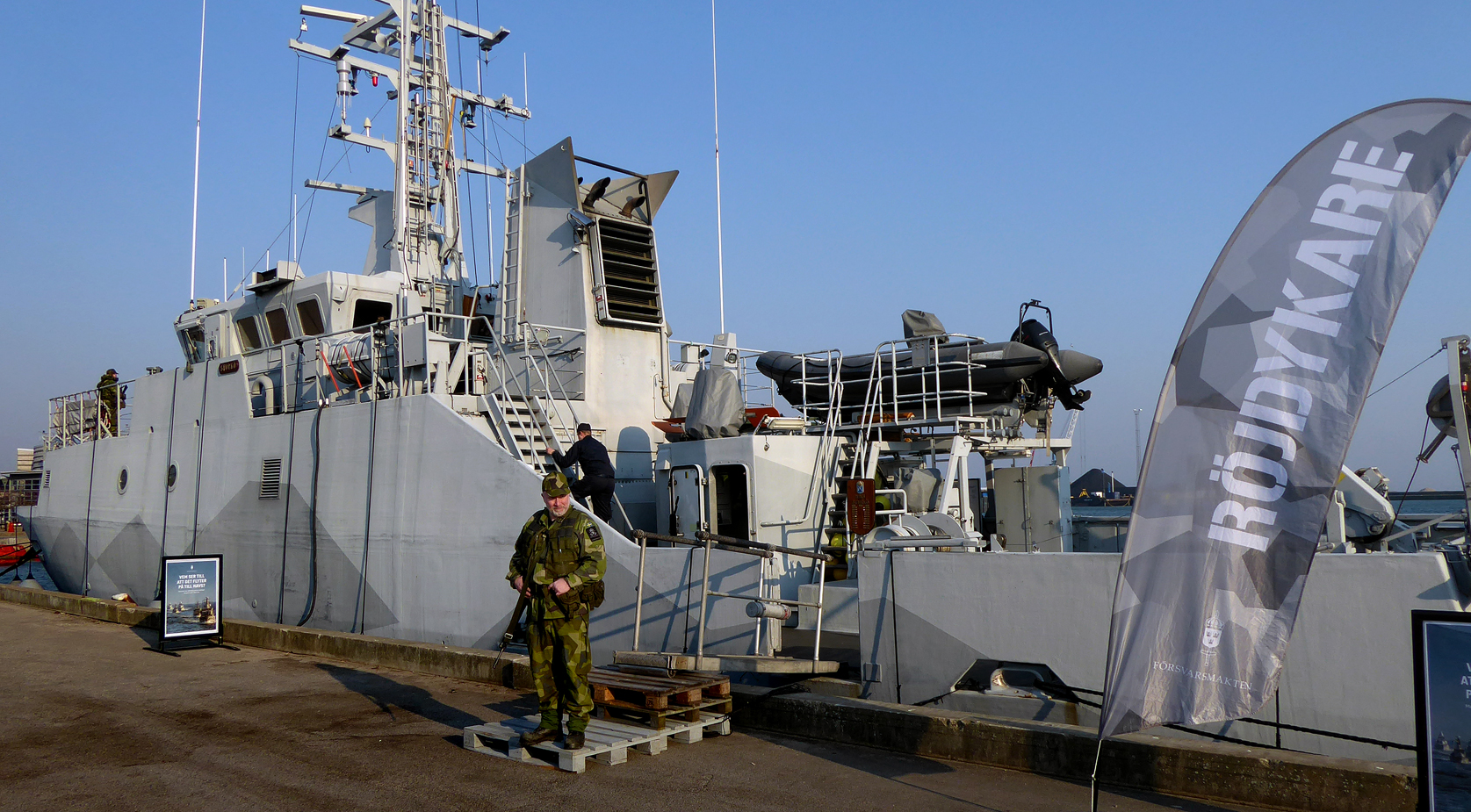
Minröjaren HMS Sturkö (M14) på besök i Ystad 5 april 2019.

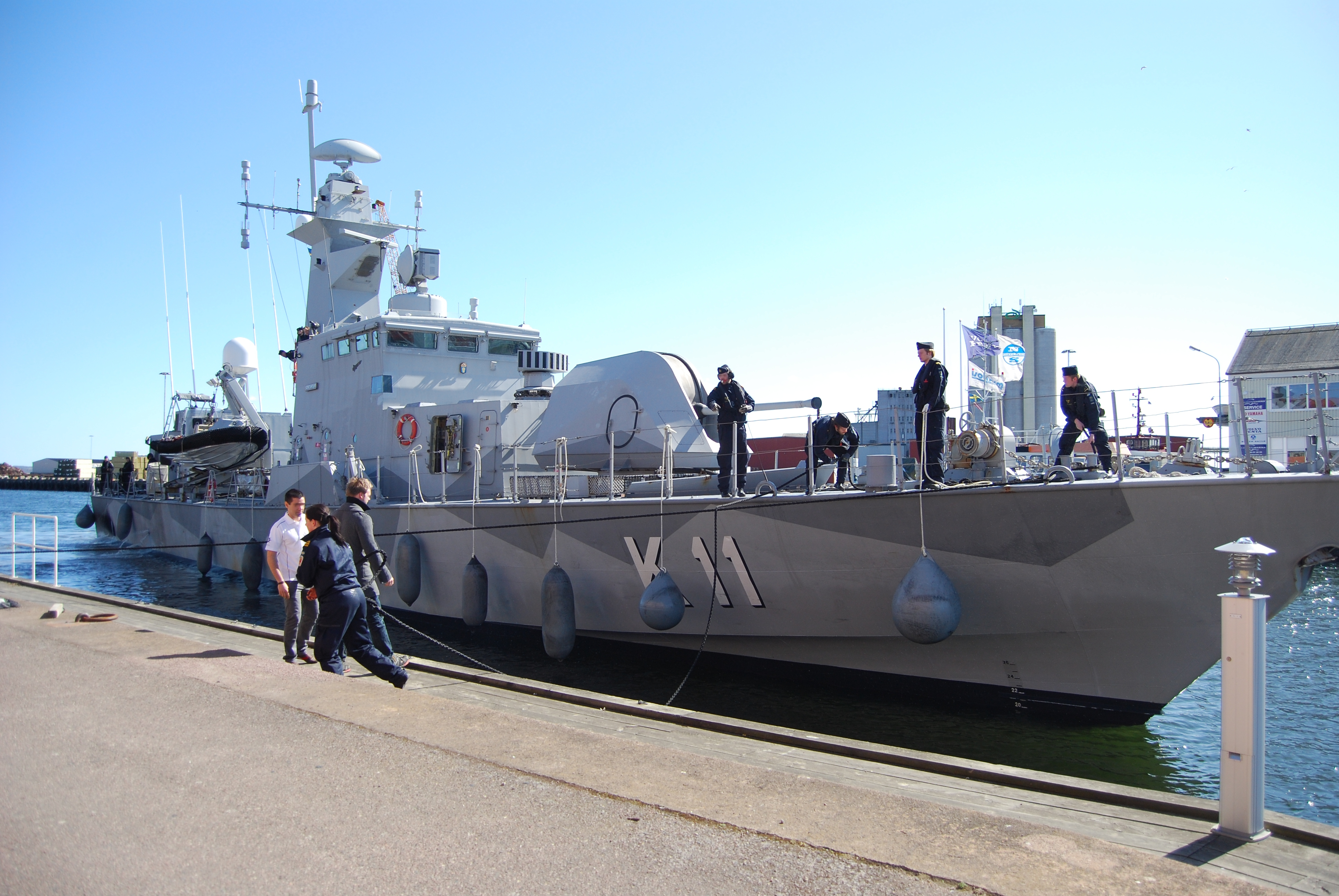
lägger till i Kalmar, april 2010

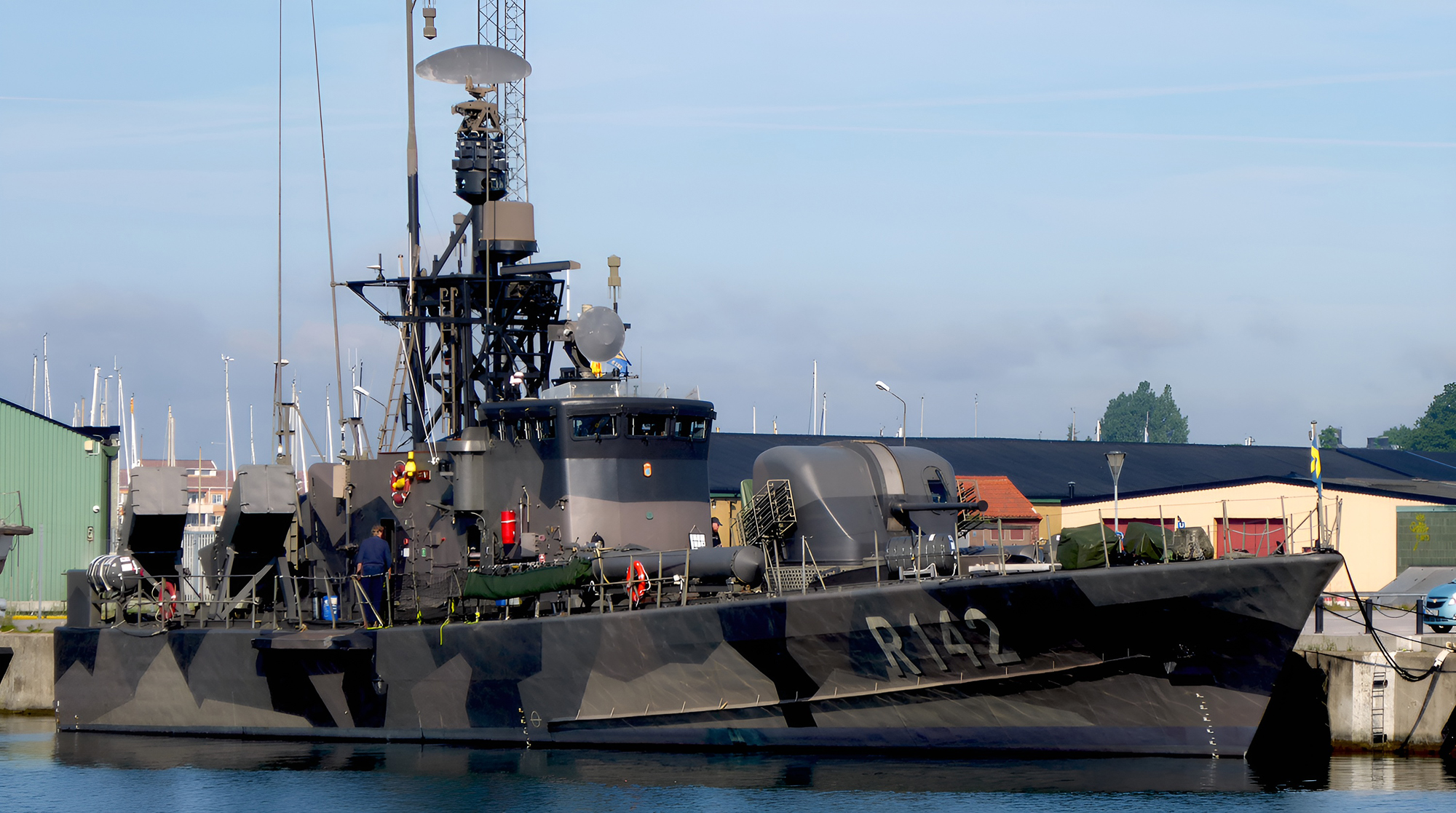
Robotbåten HMSYstad - R142 på besök i Ystad 15 juni 2017.

Marinens högsta ledning utgörs av Marinstaben som tillfälligt är grupperad i Stockholm men som slutligen kommer förläggas till Musköbasen. Den högsta företrädaren för marinen är marinchefen.

### Ubåtsflottilj
- 1. ubåtsflottiljen, Karlskrona garnison

### Sjöstridsflottiljer
- 3. sjöstridsflottiljen, Karlskrona garnison
- 4. sjöstridsflottiljen, Haninge garnison/Berga örlogsbas

### Amfibiekåren
- Stockholms amfibieregemente, Haninge garnison
- Älvsborgs amfibieregemente, Göteborgs garnison

### Marinbas
- Marinbasen, Karlskrona/Göteborg/Haninge

### Utbildning/Ledningsförband
- Sjöstridsskolan, Karlskrona garnison

## Befälhavare
Fram till 1937 var det den svenska monarken som formellt var chef för marinen. År 1937 bildades Chefen för marinen (CM) för att leda marinen i fredstid. Efter en stor omorganisation av Försvarsmakten år 1994 avskaffades CM och posten Chef för marinledningen bildades vid det nyinrättade Högkvarteret (HKV). Den 1 januari 2014 återinfördes befattningen Marinchef inom Försvarsmakten. Befattningen har inte samma uppgift som innan 1994, utan har som uppgift att produktionsleda förbanden inom marinen, och vara deras främste företrädare genom att omhänderta Försvarsmaktens traditioner.

### Chefer för marinen
- 1937–1939: Charles de Champs
- 1939–1945: Fabian Tamm
- 1945–1953: Helge Strömbäck
- 1953–1961: Stig H:son Ericson
- 1961–1970: Åke Lindemalm
- 1970–1978: Bengt Lundvall
- 1978–1984: Per Rudberg
- 1984–1990: Bengt Schuback
- 1990–1994: Dick Börjesson

### Chefer för marinledningen
- 1995–1999: Peter Nordbeck

### Generalinspektörer för marinen
- 1998–2001: Torsten Lindh
- 2001–2003: Jörgen Ericsson

### Marininspektörer
- 2003–2005: Jörgen Ericsson
- 2005–2011: Anders Grenstad
- 2011–2013: Jan Thörnqvist

### Marinchefer
- 2014–2016: Jan Thörnqvist
- 2016–2020: Jens Nykvist
- 2020–2024: Ewa Skoog Haslum
- 2024-idag: Johan Norlén